# Wigand Oppel
Gustav Wigand Oppel (* 6. Dezember 1822 in Frankfurt am Main; † 17. April 1886 ebenda) war ein deutscher Organist und Musikpädagoge.

## Leben und Werk
Oppel war der jüngste Sohn des 1813 aus Schlesien über Bayreuth eingewanderten Frankfurter Bürgers und Schneidermeisters Johann Friedrich Oppel (1765–1865). Seine älteren Brüder waren der Sprachwissenschaftler Johann Joseph Oppel und der Schriftsteller Karl Oppel.
Oppel wurde Musiklehrer und wirkte als Organist an verschiedenen Frankfurter Kirchen: von 1849 bis 1855 an der Nicolaikirche, 1856 bis 1860 an der Peterskirche und ab 1861 an der Katharinenkirche.
1860 gehörte er mit Johann Christian Hauff, Heinrich Henkel und Hermann Hilliger zu den Gründern der Frankfurter Musikschule, wo er Musikgeschichte, Musiktheorie und Orgelspiel unterrichtete.
Von 1868 bis 1875 war er Frankfurter Korrespondent der Allgemeinen musikalischen Zeitung, für die er Leitartikel und Rezensionen schrieb. Er verfasste mehrere Lehrbücher und unterstützte seinen Bruder Karl 1879 bei der Herausgabe des Tondichter-Albums. Oppel hinterließ eine beachtliche Musikaliensammlung, die nach seinem Tod versteigert wurde.

## Eigene Kompositionen
- 10 Leichte Orgelstücke zum Gebrauch beim öffentlichen Gottesdienste und zum Studium op. 1, Frankfurt: Hedler 1847
- 6 Leichte Stücke für Anfänger op. 2, ebd. 1847
- Vierstimmige Choräle zum Frankfurter Evangelischen Gesangbuch, Frankfurt: Diesterweg 1886

## Werke
- J. Ch. Kittel, 24 Choräle mit 8 verschiedenen Bässen über eine Melodie. Neue auf das Sorgfältigste von Wigand Oppel durchgesehene Ausgabe, Offenbach: André 1865
- Tondichter-Album, Leben und Werke der hervorragendsten Meister der Tonkunst. Geschildert von Karl Oppel unter Mitwirkung seines Bruders Wigand, Frankfurt: Diesterweg 1879
- Vorkenntnisse zur Harmonielehre, Frankfurt: Selbstverlag 1871
- Die Lehre von der musikalischen Harmonie, Frankfurt: Selbstverlag 1876